# Polypedilum harrisi
Polypedilum harrisi är en tvåvingeart som beskrevs av Freeman 1959. Polypedilum harrisi ingår i släktet Polypedilum och familjen fjädermyggor. Inga underarter finns listade i Catalogue of Life.